# 南町田
南町田（みなみまちだ）は、東京都町田市の町名。現行行政地名は南町田一丁目から五丁目（住居表示区域）。郵便番号は194-0005。

## 地理
町田市南部に位置する。東は小川、西は神奈川県大和市下鶴間、南は鶴間、北は金森と接している。

### 河川
- 境川 - 神奈川県大和市との都県境付近を流れる。

## 歴史
鶴間・小川の地番区域において住居表示実施に伴い、鶴間の北側地域と小川の町田街道西側地域が分立。

### 沿革
- 2016年（平成28年）7月18日 - 鶴間、小川の一部で住居表示を実施し、南町田一～五丁目を新設[5]。

## 世帯数と人口
2018年（平成30年）1月1日現在の世帯数と人口は以下の通りである。
| 丁目         | 世帯数    | 人口     |
| ------------ | --------- | -------- |
| 南町田一丁目 | 709世帯   | 1,626人  |
| 南町田二丁目 | 793世帯   | 1,859人  |
| 南町田三丁目 | 1,132世帯 | 2,476人  |
| 南町田四丁目 | 721世帯   | 1,718人  |
| 南町田五丁目 | 1,179世帯 | 2,805人  |
| 計           | 4,534世帯 | 10,484人 |

## 小・中学校の学区
市立小・中学校に通う場合、学区は以下の通りとなる。
| 丁目         | 番・番地等                           | 小学校                   | 中学校                 |
| ------------ | ------------------------------------ | ------------------------ | ---------------------- |
| 南町田一丁目 | 全域                                 | 町田市立南第一小学校     | 町田市立南中学校       |
| 南町田二丁目 | 全域                                 | 町田市立南第一小学校     | 町田市立南中学校       |
| 南町田三丁目 | 1～7番 17～47番                      | 町田市立南第一小学校     | 町田市立南中学校       |
| 南町田三丁目 | 8～16番                              | 町田市立鶴間小学校       | 町田市立つくし野中学校 |
| 南町田四丁目 | 3番 9番13～21号 9番23～31号 10～35番 | 町田市立鶴間小学校       | 町田市立つくし野中学校 |
| 南町田四丁目 | 1～2番 4～8番                        | 町田市立南第一小学校     | 町田市立南中学校       |
| 南町田五丁目 | 3～13番                              | 町田市立鶴間小学校       | 町田市立つくし野中学校 |
| 南町田五丁目 | 1～2番 14～17番                      | 町田市立南つくし野小学校 | 町田市立つくし野中学校 |

## 交通

### 鉄道
東急田園都市線南町田グランベリーパーク駅（2019年10月1日、南町田駅から駅名を変更）が最寄駅である。ただし南町田グランベリーパーク駅は本町域から外れている。

### 路線バス
神奈川中央交通により、以下の路線が運行されている。
- 「南農協前」バス停留所などから町田バスセンター行き、つくし野駅行き、すずかけ台駅行き、鶴間駅東口行きなどがある。
- 「南町田北」バス停留所などから町田バスセンター行き、南町田グランベリーパーク駅行きがある。

### 道路・橋梁
- 国道16号（東京環状）
  - 大和バイパス
    - 境川高架橋

  - 保土ヶ谷バイパス
    - 町田立体
- 東京都道141号辻原町田線（町田街道）
- 東京都道56号目黒町町田線
  - 鶴間橋
- 鶴間町谷通り
- 町谷原通り
- 境川自転車歩行者専用道路（境川ゆっくりロード）

## 施設
行政
- リレーセンターみなみ（ごみ中継基地）

教育
- 小学校
  - 町田市立南第一小学校

郵便局
- 南郵便局

農業協同組合
- JA町田市南支店

警察
- 町田警察署 鶴間交番

病院
- 医療法人社団慶泉会 町田慶泉病院（旧・町谷原病院）
- 更生保護法人鶴舞会 飛鳥病院
- 医療法人社団芙蓉会 ふよう病院

ホテル
- 東横INN 南町田

商業
- エイビイ 南町田店
- スギ薬局 南町田店

寺院・神社
- 常楽寺
- 熊野神社
- 八坂神社